# Dyslocosaurus
Dyslocosaurus là một chi khủng long, được McIntosh Coombs & D. A. Russell mô tả khoa học năm 1992.